# Lord guardiano dei cinque porti
Il lord guardiano dei cinque porti (Lord Warden of the Cinque Ports) è un ufficiale cerimoniale del Regno Unito. Il titolo risale al XII secolo, ma forse è anche più antico. Al lord guardiano spettava in origine la custodia dei cinque porti (Cinque Ports, dal normanno), ovvero delle cinque principali città della costa meridionale dell'Inghilterra: Hastings, New Romney, Hythe, Dover e Sandwich. Oggigiorno il titolo è solo prettamente onorifico, pur restando una delle più alte onorificenze concesse dal sovrano. A detenere il titolo sono sovente membri della Famiglia Reale o Primi Ministri, in particolare quelli che si sono distinti nel difendere il regno in tempi di guerra.
Il lord guardiano era esclusivamente responsabile per l'applicazione delle ordinanze della Corona, assieme alla riscossione delle tasse e ai mandati d'arresto per i criminali. La Corte di San Giacomo, una sorta di Cancelleria presso l'omonima chiesa vicino al Castello di Dover, era il luogo dove egli esercitava la propria giurisdizione. Egli aveva, inoltre, anche il rango di luogotenente, con il potere di radunare truppe di milizia, e di Conestabile del Castello di Dover, che gli permettevano di possedere una guarnigione stabile ed uno staff amministrativo.